# Der Soldat von Oranien
Der Soldat von Oranien (auch Soldiers; Originaltitel: Soldaat van Oranje) ist ein belgisch-niederländisches, episches Filmdrama aus dem Jahr 1977 von Paul Verhoeven, produziert von Rob Houwer und mit Rutger Hauer und Jeroen Krabbé in den Hauptrollen. Der Film spielt während der deutschen Besetzung der Niederlande im Zweiten Weltkrieg und thematisiert am Schicksal einer Gruppe von Studenten typische Lebenswege während des Krieges.

## Handlung
Die Niederlande im Jahr 1938: Erik Lanshof und seine Freunde Jacques, Nico und Alex beginnen ihr Studium an der Universität Leiden. Sie durchlaufen die demütigende Aufnahmezeremonie in eine studentische Bruderschaft, die von Guus LeJeune geführt wird und der auch der Jude Jan Weinberg angehört. Da Guus Erik bei der Zeremonie eine Kopfverletzung zufügte, steht dieser bei ihm in der Gunst. So bietet Guus an, Erik in seiner luxuriösen Studentenwohnung aufzunehmen und zwischen den beiden entsteht eine gute Freundschaft. Bei einem Tennismatch erfährt die Studentengruppe durch einen englischen Radiosender vom Eintritt Großbritanniens in den Zweiten Weltkrieg. Alex, dessen Mutter Deutsche ist, und Jan dienen gemeinsam in der niederländischen Armee, als diese 1940 von der Wehrmacht angegriffen wird. Erik und Guus versuchen erfolglos während der Kämpfe in die Armee einzutreten. Während dieser Zeit werden Alex’ Eltern als potentielle Verräter interniert. Nach der Kapitulation der niederländischen Streitkräfte tritt Alex der Waffen-SS bei. Erik, Nico, Jan und Guus beginnen zunächst unabhängig voneinander mit Untergrundaktivitäten. Bei dem missglückten Versuch, geheime Dokumente mittels Flugzeug nach Großbritannien zu überführen, gerät Jan in deutsche Gefangenschaft, in der er schließlich, ohne Informationen preisgegeben zu haben, fusiliert wird. Erik wird bei einer Razzia deutscher Sicherheitskräfte auf dem Tennisplatz festgenommen. Jedoch wird er kurz darauf wieder freigelassen, wobei die SS das Ziel verfolgt, durch seine Beschattung mehr Informationen zu erlangen.
Durch Nicos Hilfe gelingt es Erik aber dennoch, auf einem unter Schweizer Flagge fahrenden Dampfer ins englische Exil nach London zu entkommen. Auf demselben Dampfer entkommt auch Guus. In London erhalten sie von der niederländischen Königin Wilhelmina einen gefährlichen Geheimauftrag, der beide zurück in die Niederlande führt. Sie sollen hochrangige Politiker und militärische Führer zur Königin nach London schleusen. Auf niederländischer Seite wird die Aktion von Nico unterstützt. Vermeintliche Unterstützung leistet auch Robby, ein alter Freund Eriks, der mittlerweile aber mit den Deutschen kollaboriert, um so seiner jüdischen Verlobten Esther das Konzentrationslager zu ersparen. Robby hilft den Deutschen, das Kommando in einen Hinterhalt zu führen. Am Strand von Scheveningen endet das Unternehmen in einem Fiasko. Nico und einige der Politiker werden am Strand erschossen, Guus kann entlang der Brandung entkommen und nur Erik gelangt zurück nach England. In Den Haag rächt Guus später Robbys Verrat, indem er ihn auf offener Straße vom Fahrrad aus erschießt. Dabei wird er jedoch festgenommen. Sein Leben wird in einem deutschen Konzentrationslager durch die Guillotine beendet. Zurück in England beginnt Erik seinen Kampf als Pilot der Royal Air Force, wobei er deutsche Städte bombardiert.
Am 5. Mai 1945, dem Tag der Befreiung der Niederlande, begleitet Erik als persönlicher Adjutant die Königin zurück in die Heimat, wo sie begeistert vom Volk empfangen wird. Dort trifft er die beiden Überlebenden seines Bekanntenkreises. Esther wurden vor ihrem Wohnhaus von ihren Landsleuten als Zeichen ihrer Kollaboration mit den Besatzern die Haare geschoren. Später am Abend besucht Erik Jacques ten Brink, der nun in Guus’ ehemaliger Studentenwohnung lebt. Während des Krieges konnte Jacques sich mit den politischen Umständen arrangieren und seine Arbeit an der Universität fortführen. Am Tag der Befreiung ist auch er in Feierlaune, froh, die schlechten Tage hinter sich lassen zu können, und stolz auf den Besuch seines heldenhaften Freunds. Es hat jedoch den Anschein, dass Erik sich seinem Freund aus alten Tagen entfremdet fühlt.

## Entstehungsgeschichte
Bei Verhoevens Regiearbeit handelt es sich um eine Adaption von Erik Hazelhoff Roelfzemas autobiographischem Roman Het hol van de ratelslang, der 1970 in den Niederlanden erschien. Der Widerstandskämpfer (1917–2007) hatte auch an den Dreharbeiten mitgewirkt. Regisseur Verhoeven hatte ebenso wie Hazelhoff Roelfzema an der Universität Leiden studiert und der gleichen Bruderschaft angehört.
Der Soldat von Oranien war mit einem Budget von 2,5 Mio. US-Dollar (fünf Mio. niederländische Gulden) der bis dahin teuerste Film des Landes. Vom Film existieren verschiedene Schnittfassungen, vom dreieinhalbstündigen Vierteiler bis hin zum 110-minütigen Spielfilm.

## Kritiken
Mit Filmen wie Türkische Früchte (1973) oder Der Soldat von Oranien avancierte Verhoeven zum kommerziell erfolgreichsten niederländischen Regisseur der 1970er und 1980er Jahre. In ihrer zeitgenössischen Filmkritik pries Janet Maslin (The New York Times) den Film nicht als „große Kunst“, aber als „gute Geschichte“ und wies auf Verhoevens „beruhigende altmodische Erzählweise“ und Rutger Hauers „unerwartet(e) spröde Darstellung“ hin. „Obwohl das Drehbuch ihm jede Gelegenheit bietet zum Matinee-Idol zu werden, zeigt Mr. Hauer wenig Interesse darin, bezaubernd zu wirken, und das ist an sich faszinierend“, so Maslin. Das deutschsprachige Lexikon des internationalen Films rezensierte Der Soldat von Oranien als „ebenso unterhaltsamen wie ernsthaften Film mit einigen drastischen Szenen, der Fragen nach Mitschuld und Verantwortung stellt, jedoch wegen erheblicher Kürzungen der ursprünglich 155-minütigen Fassung etwas holprig wirkt.“
„Seinen Höhepunkt hat der Film da, wo er die sozialen Themen im Holland jener Zeit minutiös aufgreift“, so der niederländische Filmwissenschaftler Ernest Mathijs. „Jede Figur ist ein Mikrokosmos der Gesellschaft. Detailliert erfahren wir, wie der Krieg Menschen und ihre Meinungen verändert – so als wolle der Regisseur uns auffordern, nicht zu urteilen, sondern die Beweggründe von Freund und Feind zu verstehen.“

## Auszeichnungen
Der Soldat von Oranien wurde 1979 mit dem Preis der Los Angeles Film Critics Association als Bester fremdsprachiger Film ausgezeichnet. Ein Jahr später erhielt der Film eine Golden-Globe-Nominierung in der gleichen Kategorie, hatte aber gegenüber dem französischen Beitrag Ein Käfig voller Narren das Nachsehen.

## Sonstiges
Aus der Geschichte in Hazelhoff Roelfzemas Buch Het hol van de ratelslange wurde ein niederländisches Musical erschaffen, welches unter dem Titel Soldaat van Oranje seit Oktober 2010 nahezu ununterbrochen in einem umgebauten Flugzeughangar im nordholländischen Valkenburg aufgeführt wird.